# Mende (Fluss)
Der Mende ist ein kleiner Fluss im Zentralmassiv von Frankreich, der im Département Puy-de-Dôme der Region Auvergne-Rhône-Alpes südöstlich der Stadt Clermont-Ferrand verläuft.

## Geographie

### Verlauf
Der Mende entspringt im östlichen Gemeindegebiet von Cunlhat, verläuft generell Richtung Nordnordwest durch den Regionalen Naturpark Livradois-Forez und mündet nach insgesamt rund 15 Kilometern im Gemeindegebiet von Domaize als linker Nebenfluss in die Dore.

### Orte am Fluss
(Reihenfolge in Fließrichtung)
- Lagat, Gemeinde Cunlhat
- Marèche, Gemeinde Cunlhat
- Les Prades, Gemeinde Cunlhat
- Isserteaux, Gemeinde Cunlhat
- La Barde, Gemeinde Cunlhat
- Charguelon, Gemeinde Domaize
- Brugeard, Gemeinde Tours-sur-Meymont
- Domaize
- Les Prades, Gemeinde Domaize